# David Tremlett
David Tremlett, né le 13 février 1945 à St Austell (Cornouailles), est un sculpteur, artiste d'installation et photographe britannique naturalisé suisse.
Il vit et travaille à Bovingdon, dans le comté de Hertfordshire, en Angleterre.

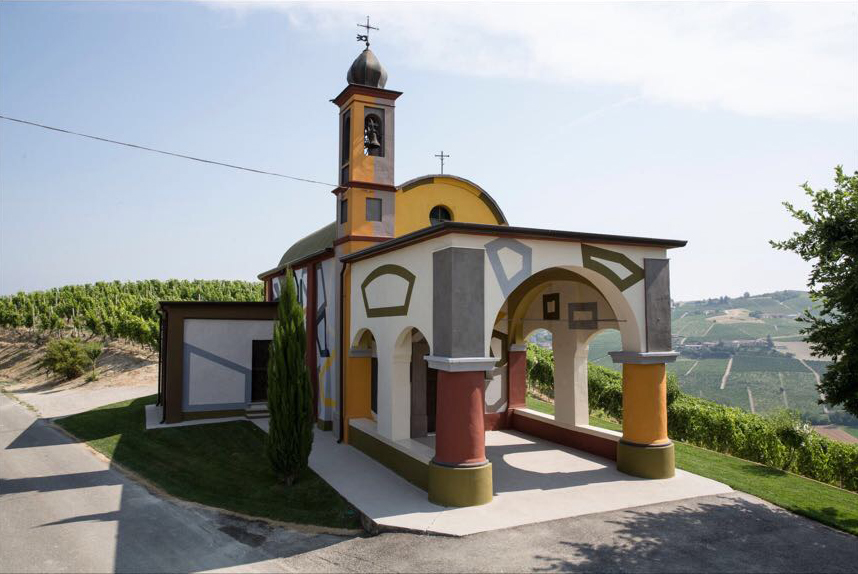
Vue du portique, Chiesetta della Beata Maria Vergine del Carmine (église Notre-Dame du Mont Carmel), Coazzolo, Piémont, Italie 2017.

## Biographie
David Tremlett naît à St Austell, dans les Cornouailles, et six mois plus tard, la famille s'installe non loin de là, à Sticker, où il grandit dans la ferme de ses parents. Il fréquente le Falmouth College of Art de 1962 à 1963, où il suit l'enseignement de Francis Hewlett en peinture et de Ray Exworth en sculpture — Exworth lui a dit qu'il était inutile — puis étudie la sculpture à la Birmingham School of Art de 1963 à 1966, et enfin au Royal College of Art de Londres.
Il voyage du début des années 1970 en Amérique du Nord et en Australie et de 1978 à 1987 au Moyen-Orient et en Afrique.
Sa première exposition personnelle se déroule à la Nigel Greenwood Gallery à Londres au début des années 1970, où il se fait connaître aux côtés d'artistes tels que Richard Long et Gilbert et George. Tremlett exécute déjà des dessins muraux à cette époque — son premier remonte à 1969. Depuis les années 1980, son média principal est le pastel, dont il dit : « C'est une poudre fragile, délicate, si légère que vous pouvez la souffler, mais en même temps vous pouvez faire quelque chose de fort, exigeant et structurellement dur ». Malgré le temps et l'attention requis par tous ses travaux spécifiques au site, Tremlett ne se limite pas à des endroits qui assureront la perénité. En effet, bon nombre de ses dessins muraux n'existent que pendant une courte période avant d'être patinés par des éléments naturels ou peints en vue de la prochaine exposition en galerie. La palette de Tremlett est également influencée au cours des années par son voyage pour exécuter des travaux spécifiques au site dans des endroits tels que le Malawi, l'Inde, l'Italie et le Texas.
Depuis la fin des années 1970, il crée des dessins muraux notamment à l'ambassade britannique à Berlin au bâtiment du British Council à Nairobi, au Kenya (conçu par Squire and Partners en 2004) et à la Capella Delle Brunate à La Morra, Barolo avec son ami Sol LeWitt. Ses vitraux pour l'église Saint-Pierre et Saint-Paul de Villenauxe-la-Grande en France sont achevés en 2005. Le hall sud du bâtiment Bloomberg, dans la ville de Londres, est achevé en 2017.
David Tremlett s'est marié en 1987 avec Laure Genillard, qui dirige un espace artistique à Londres.

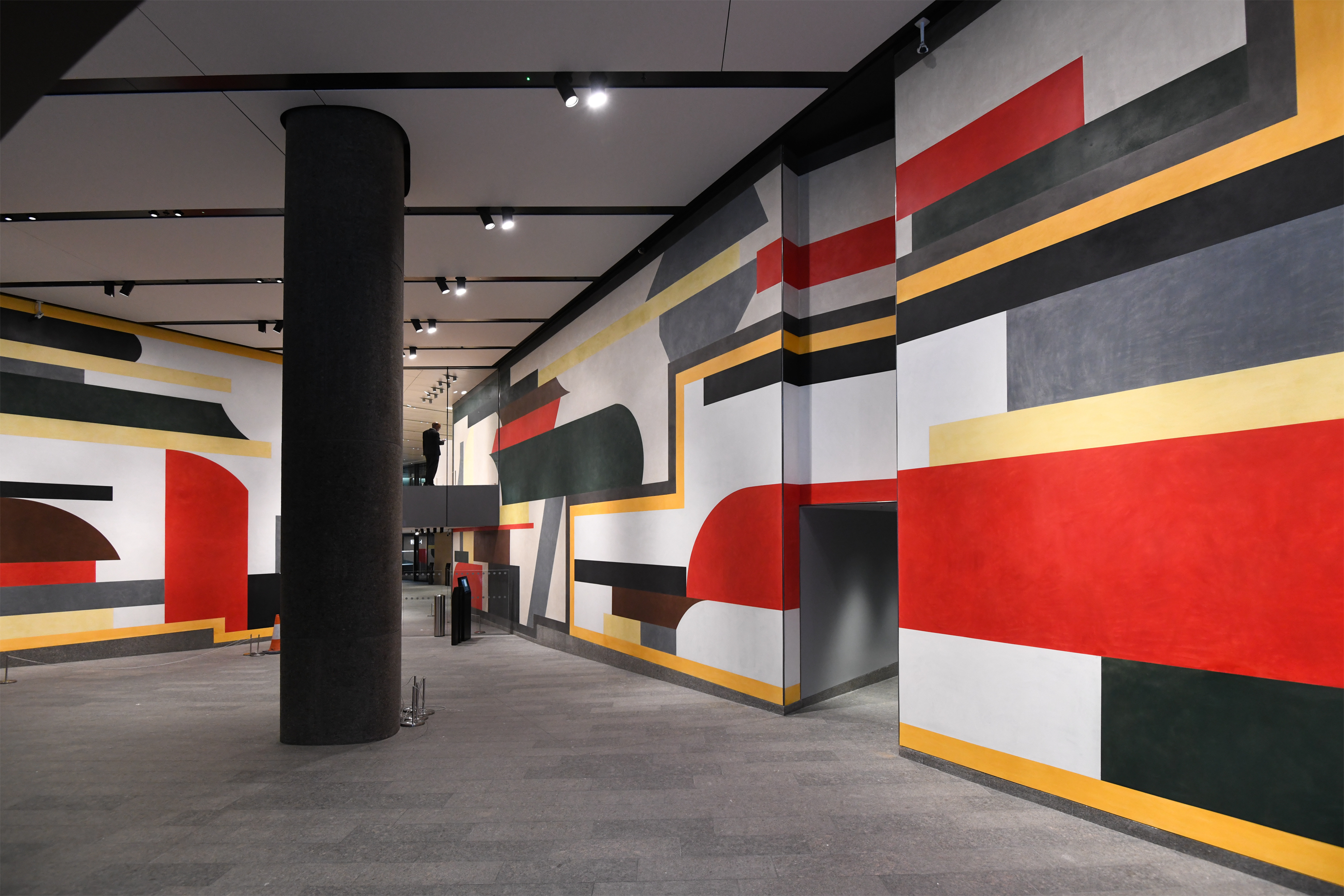
"Dessin de la ville", Bloomberg, Londres 2017.
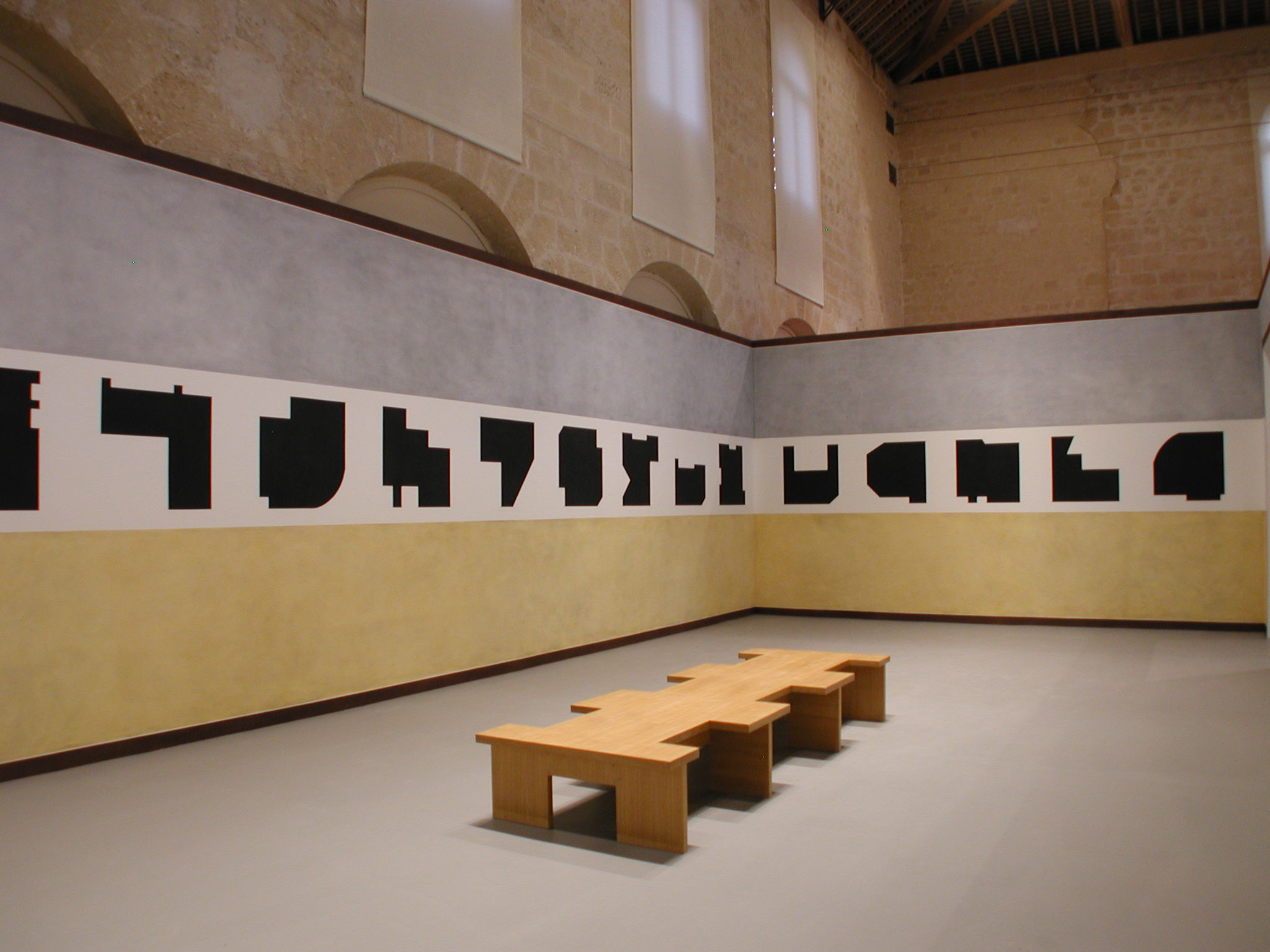
FRAC, Picardie, France, 1993
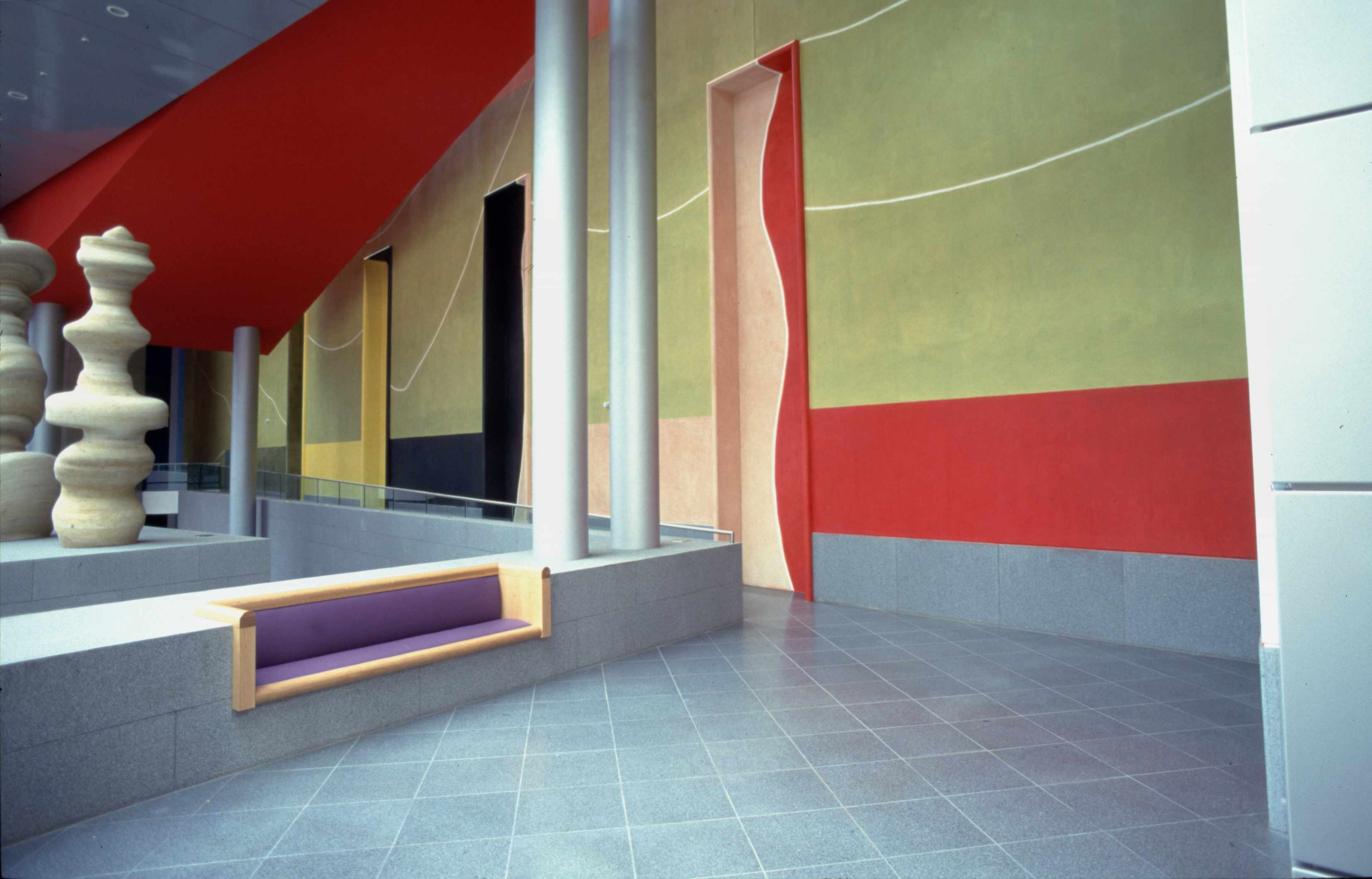
Murs de l'ambassade britannique, Berlin, 2000